# The Tannahill Weavers

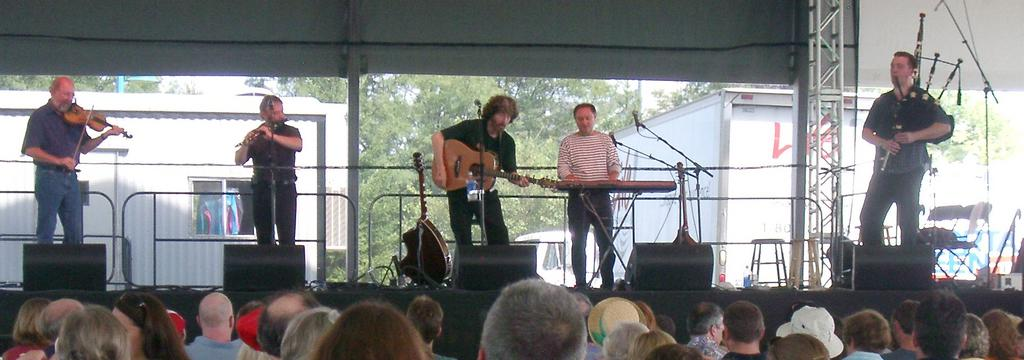
The Tannahill Weavers spelend op het Dublin Irish Festival (2005) in Dublin, Ohio

The Tannahill Weavers is een Schotse folkband.
De band bestaat uit Roy Gullane (gitaar en zang), Phil Smillie (fluit, bodhrán en zang) – zij zijn de oprichters van de band –, Leslie Wilson (bouzouki en zang), John Martin (viool en zang) en Colin Melville (doedelzak). De band ontstond in 1976 bij een sessie in Paisley in Schotland en is vernoemd naar de Schotse dichter Robert Tannahill. De groep speelde op diverse festivals in Canada.

## Discografie
- Live and in Session, 2006
- Arnish Light - Green Linnet Records 1226 (2003)
- Alchemy - Green Linnet Records 1210 (2000)
- Epona - Green Linnet Records 1193 (1998)
- The Tannahill Weavers Collection: Choice Cuts 1987-1996 - Green Linnet Records 1182 (1997)
- Leaving St. Kilda - Green Linnet Records 1176 (1996)
- Capernaum - Green Linnet Records 1146 (1994)
- The Mermaid's Song - Green Linnet Records 1121 (1992)
- Cullen Bay - Green Linnet Records 1108 (1990)
- Best of the Tannahill Weavers 1979-1989 - Green Linnet Records 1100 (1989)
- Dancing Feet - Green Linnet Records 1081 (1987)
- Land of Light - Green Linnet Records 1067 (1985)
- Passage - Green Linnet Records 3031 (1983)
- Tannahill Weavers IV - Hedera Records 104 (1981)
- The Tannahill Weavers (Scotstar Award Winner) - Hedera Records 103 (1979)
- The Old Woman's - Dance Hedera Records 102 (1978)
- Are Ye Sleeping Maggie? - Hedera Records 101 (1976)